# اودارتسی
اودارتسی (به بلغاری: Odartsi) یک منطقهٔ مسکونی در بلغارستان است که در شهرستان دوبریچکا واقع شده‌است.